# Гела Чарквіані
Гела Чарквіані (груз. გელა ჩარკვიანი; 1 березня 1939 — 9 листопада 2021) — грузинський дипломат, письменник, педагог і телевізійний діяч.

## Телевізійна кар'єра
Протягом 25 років Гела Чарквіані викладав англійську мову, а потім соціологію в Інституті іноземних мов імені Чавчавадзе та Тбіліському державному університеті. З 1976 по 1994 рік він керував щомісячною програмою «Глобус» грузинського телебачення, яка показувала профілі країн світу. Його п’ятисерійний документальний фільм «Грузини в Кремлі» вийшов на телеканалі «Руставі 2» у вересні/жовтні 2004 року.

## Політична кар'єра
З 1992 по 2003 рік Чарквіані був головним радником президента Едуарда Шеварднадзе з питань зовнішньої політики.
У 2005 році президент Міхеїл Саакашвілі призначив його своїм речником, а в 2006 році – послом Грузії у Великобританії та Ірландії. Звільнився з дипломатичної служби у вересні 2011 року.